# EN 61547
EN 61547 és una norma creda per l'organisme normalitzador europeu CENELEC i que regula els aspectes CEM d'immunitat electromagnètica o resistència a suportar interferències elèctriques externes, aplicat a productes d'enllumenat general i equips associats.

## Camp d'aplicació
- Aplica a :[3]
  - productes d'enllumenat connectats a xarxes se subministrament elèctrica domèstica (o xarxa de baixa tensió), per exemple, làmpades en general, làmpades LED, enllumenat de carrers, làmpades de taula, enllumenat d'oficina...
  - productes d'operació per mitjà de bateries.
- No aplica a : 
  - equips d'enllumenat per ús en vehicles públics (trens, busos, cotxes...)
  - equips de control d'enllumenat per espectacles per a ús professional.
  - Altres dispositius d'enllumenat com indicadors de bàscules, fotocopiadores, projectors, equips multimèdia.

## Requeriments d'immunitat
- Immunitat a descàrregues electrostàtis (ESD)[3]
- Immunitat a camps electromagnètics
- Immunitat a camps magnètics a freqüència de xarxa elèctrica
- Immunitat a interrupcions curtes i microtalls de tensió de xarxa elèctrica
- Immunitat a transitoris ràpids de tensió
- Immunitat a ones de xoc
- Immunitat a senyals RF conduïda

## Nivells d'immunitat
| Assaig                                                         | Port o indret d'aplicació                   | Nivell                                 | Nivell o criteris d'acceptació (*) | Nivell o criteris d'acceptació (*) | Nivell o criteris d'acceptació (*) | Nivell o criteris d'acceptació (*)     |
|                                                                |                                             |                                        | Làmpades amb balastre incorporat   | Equips associats                   | Llumaneres incloent electrònica    | Llumaneres per enllumenat d'energència |
| descàrregues electrostàtis (ESD)                               | Envolvent                                   | 8kV air discharge 4kVcontact discharge | B                                  | B                                  | B                                  | B                                      |
| camps electromagnètics                                         | Envolvent                                   | 80MHz– 1GHz 3V/m                       | A                                  | A                                  | A                                  | A                                      |
| camps magnètics a freqüència de xarxa elèctrica                | Envolvent                                   | 3A/m                                   | A                                  | A                                  | A                                  | A                                      |
| transitoris ràpids de tensió                                   | Entrada d'alimentació AC                    | 1kV                                    | B                                  | B                                  | B                                  | B                                      |
| transitoris ràpids de tensió                                   | Entrada d'alimentació DC                    | 0.5kV                                  | B                                  | B                                  | B                                  | B                                      |
| transitoris ràpids de tensió                                   | Entrada de senyal                           | 0.5kV                                  | B                                  | B                                  | B                                  | B                                      |
| ones de xoc                                                    | Entrada d'alimentació AC per potències <25W | 0.5kV(línia-línia) /1kV(línia-TERRA)   | C                                  | C                                  | C                                  | C                                      |
| ones de xoc                                                    | Entrada d'alimentació AC per potències >25W | 1kV(línia-línia) /2kV(línia-TERRA)     | C                                  | C                                  | C                                  | C                                      |
| senyals RF conduïda                                            | Entrada d'alimentació AC                    | 150kHz-80MHz 3V                        | A                                  | A                                  | A                                  | A                                      |
| senyals RF conduïda                                            | Entrada d'alimentació DC                    | 150kHz-80MHz 3V                        | A                                  | A                                  | A                                  | A                                      |
| senyals RF conduïda                                            | Entrada de senyal                           | 150kHz-80MHz 3V                        | A                                  | A                                  | A                                  | A                                      |
| interrupcions curtes i microtalls de tensió de xarxa elèctrica | Entrada d'alimentació AC                    | 70% 10 cicle 0% 0.5 cicle              | C B                                | C B                                | C B                                | ? ?                                    |

(*) Criteris d'acceptació:
- Criteri A : durant l'assaig no es permet cap canvi del nivell d'intensitat de llum. Si hi ha control de regulació de llum, han de continuar funcionant durant l'assaig.
- Criteri B: durant l'assaig el nivell d'intensitat de llum pot canviar a qualsevol valor, però després de l'assaig la intensitat retornarà al seu valor inicial abns de l'assaig abans d'1 minut. Si hi ha control de regulació de llum, poden deixar de funcionar durant l'assaig però no després de l'assaig.
- Criteri C : durant l'assaig el nivell d'intensitat de llum pot canviar a qualsevol valor, però després de l'assaig la intensitat retornarà al seu valor inicial abns de l'assaig abans de 30 minuts. Si hi ha control de regulació de llum, poden deixar de funcionar durant l'assaig.